# Minthodes latifacies
Minthodes latifacies là một loài ruồi trong họ Tachinidae.